# 羊头镇
羊头镇，是中华人民共和国广西壮族自治区贺州市平桂区下辖的一个乡镇级行政单位。

## 行政区划
羊头镇下辖以下地区：
木家村、羊头村、马山村、龙山村、中红村、大井村、黄石村、金竹村、老柱村、松木村、垒石村和洞石村。